# وارقينات
الوارقينات (الاسم العلمي: Phyllioidea) هي فوق فصيلة من الحشرات تتبع رتيبة شبحيات حقيقية من رتبة الشبحيات.

## التصنيف
- الوارقات
  - الوارقاوات
    - الوارقاوية
      - الوارقة